# 1937 Locarno
Az 1937 Locarno (ideiglenes jelöléssel 1973 YA) a Naprendszer kisbolygóövében található aszteroida. Paul Wild fedezte fel 1973. december 19-én.